# Orbita areosincrona
Si dice orbita areosincrona una qualsiasi orbita sincrona attorno a Marte, potenzialmente utilizzabile da satelliti naturali o artificiali del pianeta. I satelliti in orbita areosincrona sono caratterizzati da un periodo orbitale pari al giorno siderale marziano. È importante osservare che questi satelliti non mantengono sempre necessariamente la medesima posizione nel cielo di Marte.
Un'orbita areosincrona che sia equatoriale (complanare all'equatore del pianeta), circolare e prograda (ovvero che ruoti nella stessa direzione della superficie di Marte) è detta areostazionaria; i satelliti in orbita areostazionaria, analogamente a quelli in orbita geostazionaria, mantengono sempre la stessa posizione relativa rispetto alla superficie planetaria.

## Parametri orbitali
Il raggio dell'orbita areosincrona è dato dalla formula
{\displaystyle r_{areos}={\sqrt[{3}]{\frac {GM_{Marte}T_{rotaz}^{2}}{4\pi ^{2}}}}=20\,428\,km.}
La velocità orbitale di un satellite in una simile orbita sarebbe dunque pari a
{\displaystyle v_{orb}={\frac {2\pi r_{orb}}{T_{rotaz}}}=1,4480\,km/s.}
Una siffatta orbita è effettivamente possibile; si trova infatti all'interno della sfera d'influenza gravitazionale marziana, data dal raggio di Hill secondo la formula
{\displaystyle r_{Hill}=a{\sqrt[{3}]{\frac {m_{M}}{3M_{S}}}}=1\,046\,400\,km.}